# Agathophora alopecuroides
Agathophora alopecuroides (Delile) Fenzl ex Bunge – gatunek rośliny z monotypowego rodzaju Agathophora w obrębie rodziny szarłatowatych (Amaranthaceae Juss.). Występuje naturalnie na obszarze od Afryki Północnej (Maroko, Algieria, Tunezja, Libia i Egipt) po Izrael, Arabię Saudyjską, Oman, Pakistan i Afganistan.

## Morfologia
PokrójWiecznie zielony półkrzew dorastający do 30–40 cm wysokości. Pędy mają białoszarawą barwę.
LiścieUlistnienie jest naprzemianległe. Są mięsiste, mają niemal cylindryczny kształt. Blaszka liściowa jest o ostro zakończonym wierzchołku.
KwiatyPromieniste, poligamiczne (obupłciowe i męskie). Zebrane są po 3–7 w kłębiki, rozwijają się niemal na szczytach pędów. Mają 5 wolnych, błoniastych działek kielicha o podłużnie owalnym kształcie. Kwiaty mają 5 wolnych pręcików. Zalążnia jest górna, jednokomorowa (czasami nieobecna).

## Zmienność
W obrębie tego gatunku wyróżniono jedną odmianę:
- Agathophora alopecuroides var. papillosa (Maire) Boulos